# Памятный знак на месте боевых действий бойцов Ичкинского партизанского отряда
Памятный знак на месте боевых действий бойцов Ичкинского партизанского отряда, Памятник на месте первого боя Ичкинского отряда — мемориальный знак в память о крымских партизанах Ичкинского отряда на месте их первого боя 3 ноября 1941 года с немецко-румынскими войсками, расположен в Белогорском районе, на обочине 17 км шоссе Белогорск-Приветное 35Н-116 у дороги над урочищем Нижний Кокасан. Является объектом культурного наследия регионального значения.

## История
Работа по организации партизанского движения, формированию партизанских отрядов и подпольных организаций в Крыму была начата в июле 1941 года. По состоянию на 10 ноября 1941 года в Крыму было уже 27 партизанских отрядов, в составе которых насчитывалось 3734 человек (из них 1316 военнослужащих). 23 октября 1941 года был создан Штаб партизанского движения Крыма, руководителем штаба стал полковник А. В. Мокроусов, комиссаром — С. В. Мартынов, начштаба — Сметанин.
Два с половиной года народные мстители вели борьбу с оккупантами. Свыше 3 тыс. партизан и подпольщиков Крыма (в том числе 1500 участников партизанского движения) были награждены орденами и медалями СССР.
В зуйских и белогорских лесах базировались отряды 2-го района под общим командованием И. Г. Генова. Урочище Нижний Кокасан служило местом базирования бойцов Ичкинского партизанского отряда (командир М. И. Чуб), действовавшего тут с ноября 1941 года по март 1942 года. Первый бой Ичкинских партизан с немецко-румынскими войсками произошёл 3 ноября 1941 года недалеко от места базирования, когда бойцы отряда пришли на помощь бойцам 1-го батальона 294-го (пограничного) полка 184-й стрелковой дивизии, отступавшим на Приветное. 
Силы противника составляли авангард в составе двух немецких батальонов пехоты и румынского кавалерийского эскадрона. Бой длился 5 часов. Противник потерял до 120 человек, взяты трофеи — стрелковое оружие. Пограничники и военный госпиталь смогли благодаря партизанам оторваться от преследования и уйти на Ускут и далее к морю. После боя Ичкинский отряд отошёл на гору Скирда. Позднее партизаны неоднократно совершали нападение на колонны противника на этой дороге.

## Памятник
Месторасположение — Белогорский район, Криничненский сельский совет, село Красноселовка, у дороги Белогорск-Приветное в 3.5 км на юго-восток от села. Памятник истории местного значения. Статус утверждён приказом Министерства культуры Украины от 22.11.2012 № 1364, охранный № 3158-АР. Охранная зона 2 м по периметру от основания памятника, утверждена решением Крымского облисполкома от 20.02.1990 № 48.
Памятный знак на месте первого боя Ичкинского партизанского отряда находится в 17 км от дороги Белогорск-Приветное, у дороги на урочище Нижний Кокасан. Памятник в виде груды камней, скрепленных бетоном. В центре груды камней установлена мемориальная доска с текстом: «Нижний Кокасан. Здесь 3 ноября 1941 года Ичкинский партизанский отряд дал первый бой немецко-фашистским захватчикам».
С 20 декабря 2016 года памятник является объектом культурного наследия регионального значения. 